# Glaresis phoenicis
Glaresis phoenicis är en skalbaggsart som beskrevs av Henry Clinton Fall 1907. Glaresis phoenicis ingår i släktet Glaresis och familjen Glaresidae. Inga underarter finns listade i Catalogue of Life.